# Dimi de Jong
Dimi de Jong (Den Haag, 1 september 1994) is een Nederlandse snowboarder.

## Carrière
Bij zijn wereldbekerdebuut, in oktober 2008 in Saas Fee, scoorde De Jong direct zijn eerste wereldbekerpunten. In maart 2010 behaalde hij in La Molina zijn eerste toptien klassering. Tijdens de FIS wereldkampioenschappen snowboarden 2011 in La Molina was de beste prestatie van De Jong de twintigste plaats op het onderdeel slopestyle. Op 28 augustus 2011 stond hij in Cardrona voor de eerste maal in zijn carrière op het podium van een wereldbekerwedstrijd. Op de WSF wereldkampioenschappen snowboarden 2012 in Oslo werd de Nederlander uitgeschakeld in de kwartfinales van het onderdeel halfpipe. Op 26 februari 2012 boekte hij in Stoneham zijn eerste wereldbekerzege. In Stoneham nam De Jong deel aan de FIS wereldkampioenschappen snowboarden 2013. Op dit toernooi werd hij in de halfpipe uitgeschakeld in de halve finale, op het onderdeel slopestyle strandde hij in de kwalificaties. Op 1 februari 2014 brak De Jong tijdens een trainingskamp in het Zwitserse Laax zijn rechterpols. Er werd een plastic brace gefabriceerd waar De Jong op 11 februari in Sotsji mee kan starten. Bij de Olympische Winterspelen 2014 kwam hij niet verder dan de kwalificaties.

## Resultaten

### Olympische Winterspelen
| Jaar | Plaats | Resultaten   |
| ---- | ------ | ------------ |
| 2014 | Sotsji | 24e Halfpipe |

### Wereldkampioenschappen
| FIS  | FIS                    | FIS                                     |
| Jaar | Plaats                 | Resultaten                              |
| ---- | ---------------------- | --------------------------------------- |
| 2011 | La Molina              | 20e Slopestyle 30e Big Air 52e Halfpipe |
| 2013 | Stoneham-et-Tewkesbury | 13e Halfpipe 25e Slopestyle             |

| WSF  | WSF    | WSF         |
| Jaar | Plaats | Resultaten  |
| ---- | ------ | ----------- |
| 2012 | Oslo   | KF Halfpipe |

### Wereldbeker
Eindklasseringen
| Seizoen   | Algm   | HP    | BA  | SBS  |
| --------- | ------ | ----- | --- | ---- |
| 2008/2009 | 168e   | 52e   | –   | –    |
| 2009/2010 | 94e    | 28e   | –   | –    |
| 2010/2011 | 8e     | 10e   | 17e | –    |
| 2011/2012 | Zilver | Brons | 8e  | Goud |

Wereldbekerzeges
| Datum            | Plaats   | Onderdeel  |
| ---------------- | -------- | ---------- |
| 26 februari 2012 | Stoneham | Slopestyle |